# بخش بوروس
بخش بوروس (به سوئدی: Borås kommun) یک ناحیه شهرداری در سوئد است که در شهرستان وسترا گوتلاند واقع شده‌است.

## خواهرخوانده
شهرهای مولدا، میکلی، Vejle Municipality و اسپلکامپف خواهرخوانده‌های بخش بوروس هستند.